# Vincenzo Capirola
Vincenzo Capirola (* 1474 in Brescia; † nach 1548 ebenda) war ein italienischer Lautenist und Komponist.

## Leben und Werk

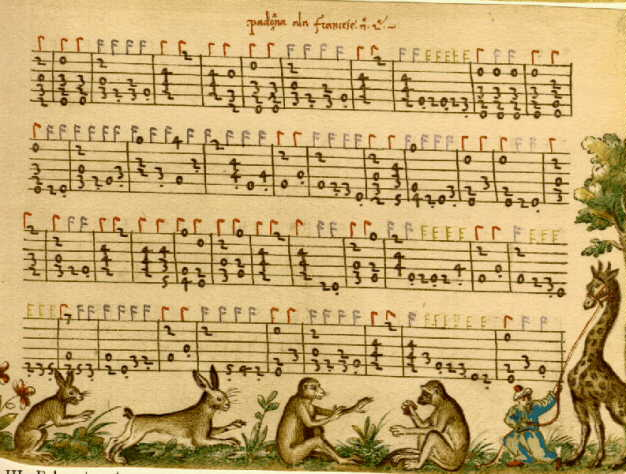
Eine Seite aus dem Capirola-Lautenbuch

Capirola stammte aus einer wohlhabenden Familie. Er ist 1489, 1498 und 1548 in Brescia, 1517 in Venedig nachweisbar. Es wird vermutet, dass Capirola 1515 den Hof Heinrichs VIII. besucht haben könnte.
Einer von Capirolas Schülern verfasste zwischen 1515 und 1520 in Venedig das so genannte „Capirola-Lautenbuch“, eine reich illustrierte Handschrift, die nicht nur Kompositionen, sondern im Vorwort auch Informationen zur Spieltechnik enthält und damit wichtige Aufschlüsse über das Lautenspiel während der italienischen Renaissance gibt.
Capirolas Werk selbst ist recht heterogen und enthält sowohl leichte als auch hochvirtuose Stücke. Es umfasst 43 Ricercari, Tänze und Intavolierungen vokaler Kompositionen von Martin Agricola, Jacob Obrecht, Josquin Desprez, Marco Cara und anderen. Die Ricercari wechseln oftmals zwischen toccataartigen Passagen und dreistimmigem Kontrapunkt.